# Roland Lessing
Roland Lessing (* 14. April 1978 in Tartu) ist ein ehemaliger estnischer Biathlet.

## Karriere
Roland Lessing aus Elva startet für den dortigen Verein Elva Skiclub. Biathlon betreibt er seit 1987. Sein Trainer ist Rein Pedaja. Seit 1998 gehört er dem estnischen Nationalkader an.
Roland Lessing debütierte 1997 bei den Juniorenweltmeisterschaften in Forni Avoltri und ein Jahr später in Jericho ohne nennenswerte Erfolge. 1998 trat er auch bei den Weltmeisterschaften im Sommerbiathlon in Osrblie an. An selber Stelle gab er zum Beginn der folgenden Saison sein Debüt im Biathlon-Weltcup. Im Sprint wurde er 75. Zum Saisonhöhepunkt trat Lessing in Kontiolahti erstmals bei Biathlon-Weltmeisterschaften an, jedoch noch ohne nennenswerte Erfolge. Lessing startete von nun an bis 2007 bei allen Weltmeisterschaften. Wiederum im Sommerbiathlon trat er ab 2000 erneut bei den Weltmeisterschaften an, die in Chanty-Mansijsk ausgetragen wurden. Nach einem sechsten Platz im Sprint und einem fünften Platz in der Verfolgung gewann er mit Indrek Tobreluts, Janno Prants und Dimitri Borovik Bronze mit der Staffel.
In Salt Lake City startete Lessing 2002 erstmals bei Olympischen Spielen. Hier war sein bestes Ergebnis ein elfter Platz mit der Staffel. Es dauerte bis zur Saison 2005/06 bis Lessing erstmals Weltcuppunkte erreichte. In Östersund wurde er Zwölfter im Sprint. Bessere Ergebnisse konnte er allerdings mehrfach mit der Staffel erreichen. Sein Saisonhöhepunkt 2006 war die Teilnahme bei den Olympischen Winterspielen von Turin, wo Lessing jedoch erneut ohne nennenswerte Ergebnisse blieb. Besser lief es ein Jahr später bei den Biathlon-Weltmeisterschaften 2007 in Antholz. Hier wurde Lessing 23. im Einzel und Elfter mit der Staffel.
Zum ersten Mal in die Top Ten im Weltcup kam Roland Lessing in der Saison 2008/2009 in Trondheim. Im Sprint belegt er den 10. Rang.
Den ersten Podiumsplatz erreichte er 2009 in Pokljuka. Er belegte völlig überraschend mit fehlerfreier Schießleistung Platz 2 in der Verfolgung, nachdem er bereits im Sprint Platz 16 belegen konnte.
Roland Lessing startete bei den Olympischen Winterspielen 2010, sein bestes Resultat war Rang 62 im Sprint. Mit der Staffel wurde Lessing 14.
Nach der Saison 2018/19 beendete er seine Karriere als aktiver Biathlet.

## Statistiken

### Weltcupplatzierungen
Die Tabelle zeigt alle Platzierungen (je nach Austragungsjahr einschließlich Olympische Spiele und Weltmeisterschaften).
- 1.–3. Platz: Anzahl der Podiumsplatzierungen
- Top 10: Anzahl der Platzierungen unter den ersten zehn (einschließlich Podium)
- Punkteränge: Anzahl der Platzierungen innerhalb der Punkteränge (einschließlich Podium und Top 10)
- Starts: Anzahl gelaufener Rennen in der jeweiligen Disziplin
- Staffel: inklusive Mixed- und Single-Mixed-Staffeln

| Platzierung              | Einzel | Sprint | Verfolgung | Massenstart | Staffel | Gesamt |
| ------------------------ | ------ | ------ | ---------- | ----------- | ------- | ------ |
| 1. Platz                 |        |        |            |             |         |        |
| 2. Platz                 |        |        | 1          |             |         | 1      |
| 3. Platz                 |        |        |            |             |         |        |
| Top 10                   |        | 2      | 1          |             | 11      | 14     |
| Punkteränge              | 10     | 15     | 10         | 2           | 88      | 125    |
| Starts                   | 44     | 110    | 48         | 2           | 89      | 293    |
| Stand: 31. Dezember 2021 |        |        |            |             |         |        |

### Olympische Winterspiele
Ergebnisse bei Olympischen Winterspielen:
|                                                | Einzelwettbewerbe | Einzelwettbewerbe | Einzelwettbewerbe | Einzelwettbewerbe | Staffelwettbewerbe | Staffelwettbewerbe |
| Sprint                                         | Verfolgung        | Einzel            | Massenstart       | Herrenstaffel     | Mixedstaffel       |                    |
| ---------------------------------------------- | ----------------- | ----------------- | ----------------- | ----------------- | ------------------ | ------------------ |
| Olympische Winterspiele 2002 \| Salt Lake City | 70.               | –                 | 45.               |                   | 11.                |                    |
| Olympische Winterspiele 2006 \| Turin          | 58.               | 51.               | 62.               | –                 | 15.                |                    |
| Olympische Winterspiele 2010 \| Vancouver      | 62.               | –                 | 65.               | –                 | 14.                |                    |
| Olympische Winterspiele 2014 \| Sotschi        | 65.               | –                 | –                 | –                 | 17.                | –                  |
| Olympische Winterspiele 2018 \| Pyeongchang    | 41.               | 53.               | 70.               | –                 | 13.                | –                  |